# Aeropesca Colombia
Aeropesca Colombia war eine kolumbianische Fluggesellschaft mit Sitz in Bogota, die im Jahr 1982 durch die neuen Eigentümer als Intercontinental de Aviacion neu gestartet wurde.

## Geschichte
Aeropesca Colombia wurde am 14. Oktober 1960 in Bogota gegründet. Ihr vollständiger Name lautete Aerovias de la Pesca y Colonización del Sureste Colombiano. Zunächst transportierte die Gesellschaft ausschließlich Fisch aus dem Amazonas-Gebiet in die Hauptstadt Bogota, wobei man sich in den ersten zehn Jahren auf die Strecke von Leticia im äußersten Süden Kolumbiens nach Bogota konzentrierte.
Im September 1971 wurde das Tätigkeitsfeld zusätzlich auf den Transport von Passagieren erweitert. Das Streckennetz wurde erheblich ausgebaut und um die Ziele Pasco und Popayan im Süden sowie Barranquilla, Cali, Cucuta und Medellin ergänzt. Da die nicht mit einer Druckkabine ausgerüstete C-46 zu dieser Zeit keine große Akzeptanz mehr bei den Passagieren fand, wurden gebrauchte viermotorige Turboprop-Flugzeuge des britischen Typs Vickers Viscount erworben. Die ersten beiden von insgesamt 5 Maschinen wurden im November 1971 in Dienst gestellt.
Im Jahr 1982 wurde Aeropesca verkauft. Um das alte Image zu verbessern, das unter anderem durch zahlreiche Unfälle geprägt war, wurde die Firma durch die neuen Eigentümer umstrukturiert und in Intercontinental de Aviacion umbenannt, womit der Name Aeropesca verschwand.

## Flotte

### Flotte bei Betriebseinstellung
Zur Umfirmierung 1982 bestand die Flotte aus
- 2 × Curtiss C-46 Commando
- 1 × Vickers Viscount 700

### Zuvor eingesetzte Flugzeuge
Im Laufe ihres Bestehens setzte Aeropesca Colombia auch folgende Flugzeugtypen ein:
- Consolidated PBY Catalina
- Lockheed Lodestar
- Lockheed PV-2 Harpoon

## Zwischenfälle
Von 1960 bis zur Betriebseinstellung 1982 kam es bei Aeropesca Colombia zu 10 Totalschäden von Flugzeugen. Bei fünf davon kamen 99 Menschen ums Leben. Vollständige Liste:
- Am 4. November 1965 wurde eine Consolidated PBY-5A Catalina der Aeropesca Colombia (Luftfahrzeugkennzeichen HK-811) auf einem Flug von Villavicencio nach Mitú nahe El Encanto (Kolumbien) aufgrund schlechten Wetters notgelandet. Die beiden Piloten wurden getötet, die vier Passagiere überlebten und wurden neun Tage später in der Nähe der Grenze zu Peru gefunden.[6]

- Am 22. März 1966 verunglückte eine Curtiss C-46 Commando der Aeropesca Colombia (HK-unbekannt) bei der Landung auf dem Flughafen Leticia (Kolumbien). Beide Piloten, die einzigen Insassen auf dem Frachtflug, überlebten den Unfall. Das Flugzeug wurde eventuell irreparabel beschädigt.[7]

- Am 11. Juli 1966 verschwand eine Curtiss C-46D Commando der Aeropesca Colombia (HK-527) auf einem Frachtflug von Santiago de Chile nach Buenos Aires (Argentinien). Die Ladung bestand aus acht Bullen auf dem Weg zu einer Ausstellung in Buenos Aires. Das Wrack der Maschine wurde erst vier Monate später, am 18. November 1966, in bergigem Gelände rund 200 Kilometer südlich von Santiago gefunden. Alle acht Insassen, drei Besatzungsmitglieder und 5 Passagiere, wurden getötet.[8]

- Im Jahr 1968 (genaues Datum unbekannt) verunglückte eine Curtiss C-46D Commando der Aeropesca Colombia (HK-682) beim Start von der Insel San Andrés (Kolumbien). Das Flugzeug wurde zerstört. Über Personenschäden ist nichts bekannt.[9]

- Am 13. Februar 1969 schlug eine Curtiss C-46D Commando der Aeropesca Colombia (HK-683) beim Start vom Flughafen Bogotá-El Dorado (Kolumbien) 1600 Meter hinter dem Starbahnemde im Gelände auf. Die überladene Frachtmaschine war nur auf knapp 100 Meter Höhe gestiegen, bevor sie in einen Sinkflug überging und in einer Höhe von rund 2400 Metern über dem Meeresspiegel (8400 Fuß) wieder zu Boden sank. Alle vier Insassen überlebten. Das Flugzeug wurde irreparabel beschädigt.[10]

- Im März 1970 (genaues Datum unbekannt) verunglückte eine Curtiss C-46A Commando der Aeropesca Colombia (HK-790) in der Nähe von Villavicencio (Kolumbien). Über Personenschäden ist nichts bekannt. Das Flugzeug wurde zerstört.[11]

- Am 5. Januar 1974 verunglückte eine Lockheed 18 Lodestar der Aeropesca Colombia (HK-1146) bei einem Trainingsflug auf dem Flughafen Bogotá-El Dorado. Nach dem letzten Start ließ sich das Fahrwerk nicht wieder einfahren. Da bei der Landung wegen eines Lecks im Hydrauliksystem auch die Bremsen ausgefallen waren, geriet die Maschine von der Landebahn ab und endete in einem Entwässerungsgraben. Alle fünf Insassen, drei Besatzungsmitglieder und zwei Passagiere, überlebten. Das Flugzeug wurde irreparabel beschädigt.[12]

- Am 14. August 1978 wurde eine Curtiss C-46F Commando der Aeropesca Colombia (HK-1350) bei Tota Boyaca (Kolumbien) in den Berg Paramo de Laura geflogen. Das Flugzeug war nach Sichtflugregeln und ohne funktionierende Funknavigationsgeräte auf dem Weg von Bogota nach Tame (Kolumbien) und weit vom Kurs abgekommen, als es bei schlechtem Wetter in einer Höhe von 3540 Metern gegen den Berg flog. Alle 18 Insassen, drei Besatzungsmitglieder und 15 Passagiere, wurden bei diesem CFIT (Controlled flight into terrain) getötet. Das Frachtflugzeug war nur für sechs Passagiere zugelassen, nicht für 15 (siehe auch Flugunfall der Aeropesca bei Tota).[13]

- Am 26. August 1981 wurde eine Vickers Viscount 745D der Aeropesca Colombia (HK-1320) in den Berg Santa Elena geflogen, etwa 48 Kilometer nördlich von Florencia (Kolumbien). Die Maschine war auf dem Flug von Florencia nach Neiva. Alle 50 Insassen, sechs Besatzungsmitglieder und 44 Passagiere, wurden bei diesem CFIT (Controlled flight into terrain) getötet.[14]

- Am 21. Oktober 1981 wurde eine Curtiss C-46A Commando der Aeropesca Colombia (HK-388) auf dem Flug von Medellin nach Barranquilla von zwei Männern und zwei Frauen entführt. Sie zwangen die Piloten, auf der Guajira-Halbinsel an der Grenze zwischen Venezuela und Kolumbien zu landen. Dort wurden rund fünf Tonnen Waffen geladen und wieder gestartet. Die Entführer zwangen die Besatzung, eine Notlandung im Fluss Río Orteguaza (Kolumbien) durchzuführen, sieben Kilometer östlich von Florencia. Dort wurden die Waffen entladen. Die dreiköpfige Besatzung wurde noch drei Wochen lang als Geiseln festgehalten. Das Flugzeug wurde irreparabel beschädigt.[15]

- Am 26. März 1982 wurde eine Viscount 745D der Aeropesca Colombia (HK-2382) in 2350 Meter Höhe nahe Quétame (Kolumbien) in einen Berg geflogen. Die Maschine war auf dem Flug von Villavicencio nach Bogota. Alle 50 Insassen, 6 Besatzungsmitglieder und 44 Passagiere, wurden bei diesem erneuten CFIT (Controlled flight into terrain) getötet.[16]